# Villa Alejandrina
Villa Alejandrina és un centre poblat de l'Uruguai, ubicat al sud-oest del departament de Soriano, sobre el límit amb Colonia. Té una població aproximada de 100 habitants, segons les dades del cens de 2004.
Es troba a 16 metres sobre el nivell del mar.